# Bolitoglossa rostrata
Bolitoglossa rostrata é uma espécie de anfíbio caudado pertencente à família Plethodontidae, sub-família Plethodontinae.